# Schlagzeugspiel
Schlagzeugspiel ist die Art, Schlagzeug zu spielen. Dies beinhaltet u. a. die Haltung der Trommelstöcke oder Besen, die Spieltechniken und verschiedene rhythmische Grundlagen sowie das Spielen von Schlagzeugsoli.

## Spielweise, Grundrhythmen und Taktarten

### Handhaltung und Spielweise

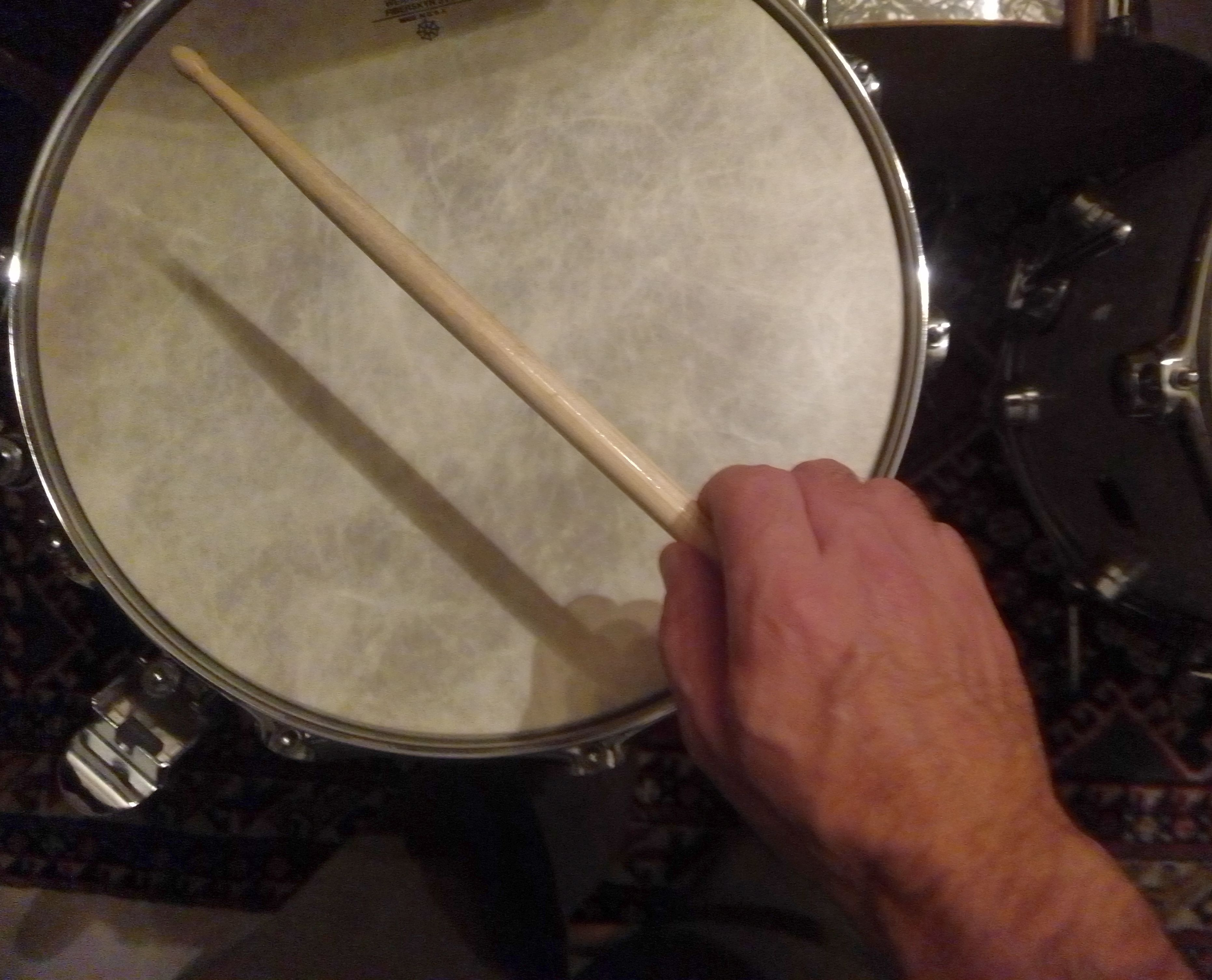
German grip

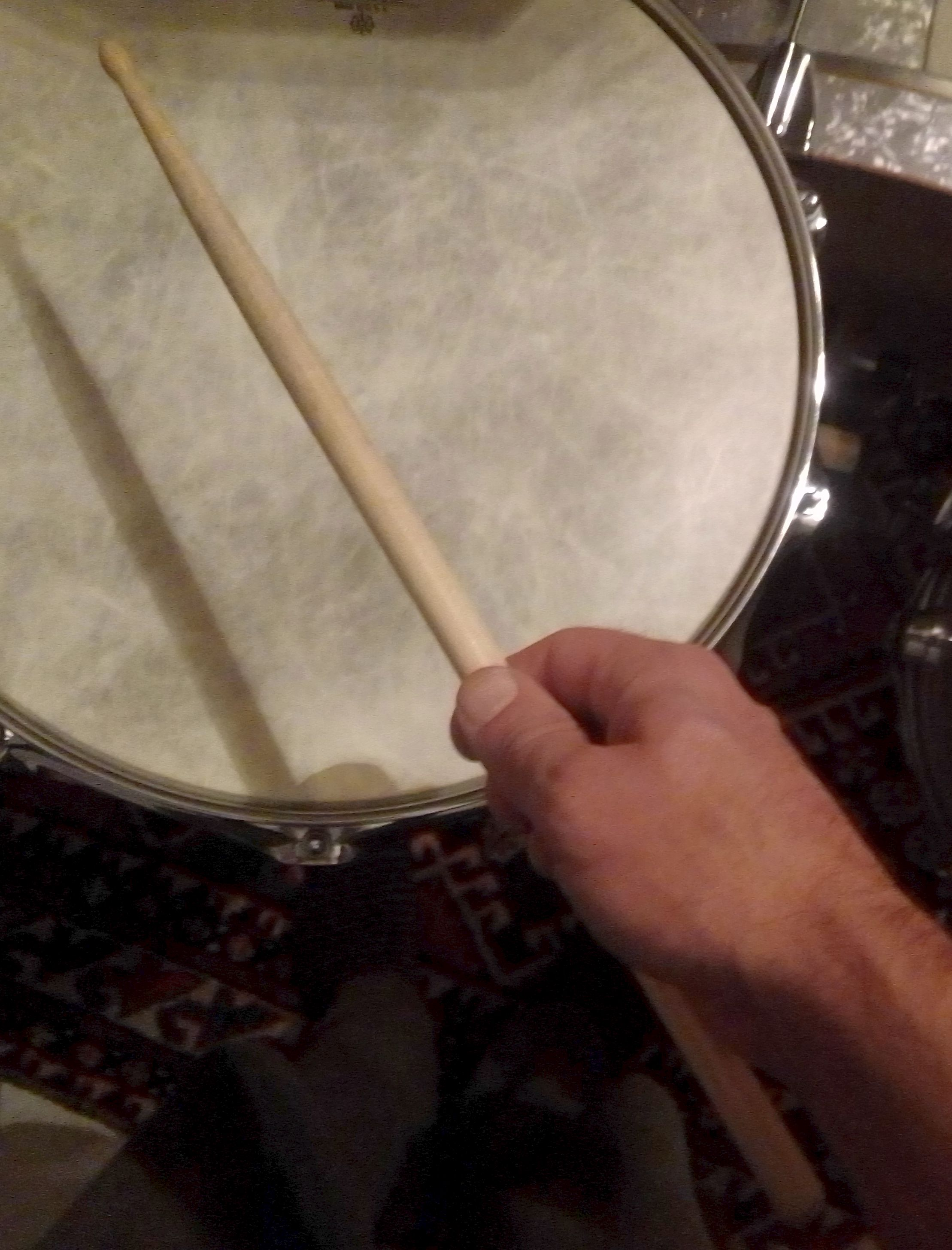
French grip

Beim „Matched Grip“ werden die Stöcke in beiden Händen gleich gehalten: Die Handrücken weisen tendenziell nach oben, das längere Stockende ragt zwischen Daumen und Zeigefinger aus der Hand. Es gibt drei gebräuchliche Varianten.
Beim „German Grip“ zeigen die Handflächen nach unten. Die Sticks werden aus dem Handgelenk und Arm gespielt; dadurch erhält man mehr Kraft beim Schlag.
Dagegen sind beim „French Grip“ die Handflächen nach innen gerichtet, und die Hände können näher zusammengehalten werden, ohne dass sich die Sticks berühren. Die Sticks werden aus den Fingern, Handgelenk und Arm gespielt; es ist leichter, dynamisch und akzentuiert zu spielen (vor allem auch sehr leise zu spielen), dafür hat man nicht so viel Kraft bei den Schlägen.
Der „American Grip“ versucht, die Vorteile beider Varianten zu kombinieren, und ist die Mischstellung zwischen den beiden. Dabei sind die Handflächen etwa im 45° Winkel zum Boden gerichtet.

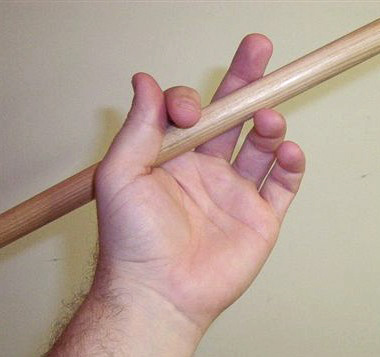
Traditional grip

Demgegenüber bevorzugen besonders Jazz-Drummer oft den „Traditional Grip“ (auch „Classic Grip“ genannt), bei dem ein Stock (normalerweise die Nicht-Führungshand, also bei einem Rechtshänder die linke Hand) in etwa zwischen 45° und rechtem Winkel zum Unterarm steht. Der Handrücken weist nach unten, das längere Stockende ragt zwischen dem Ring- und Mittelfinger zur Spielfläche, oben gehalten vom Daumen. Die andere Hand benutzt eine der oben beschrieben Varianten. Es gibt auch Schlagzeuger, die für beide Hände den Traditional Grip benutzen, dies ist jedoch ungewöhnlich. Dabei wird der Schlag mit einer Drehbewegung ausgeführt. Diese eher unnatürliche Haltung und Spielweise erklärt sich damit, dass die Snaredrum ihren Ursprung in der Marschtrommel hat, die mittels eines Tragegurts vor dem Bauch getragen wurde. Vermutlich weil es zum Marschieren praktischer war, wurde die Trommel schräg gestellt und konnte somit nicht symmetrisch gespielt werden. Auch bei den ersten Drumsets lag die Snaredrum oftmals schräg auf dem Trommelständer. Gerade im Jazz kamen viele Schlagzeuger oder ihre Lehrer aus diesem Hintergrund, und bis heute ist diese Spielweise dort relativ beliebt. Vor allem eine gleichmäßige Schlagfolge zwischen linker und rechter Hand ist für den Anfänger nicht so leicht zu beherrschen wie beim Matched Grip; wenn das Anfangsstadium überwunden wurde, ergeben sich jedoch keine besonderen Nachteile dieser Weise zu spielen.
Bei Marschtrommeln ist der Traditional Grip allerdings in den letzten Jahren stark auf dem Rückzug, denn die moderne Fertigungstechnik ermöglicht inzwischen Beckengurte, mit denen die Snare auch beim Marschieren bequem waagerecht getragen werden kann. Daher lernen junge Schlagzeuger nur noch sehr selten den Traditional Grip.
Je wuchtiger das Spiel, desto mehr kommt die Schlagbewegung aus dem Unterarm (einzelne Schläge können Ähnlichkeit mit denen des Peitschens haben), während schnellere Abfolgen eher vom Handgelenk ausgehen. Bei sehr hohem Tempo bleibt sogar das Handgelenk fast unbewegt: beim „Matched Grip“ wird der Stock von Mittel-, Ring- und kleinem Finger beschleunigt, beim „Traditional Grip“ vom Daumen. Für Trommelwirbel schließlich werden die Stöcke, die ja vom Schlagfell zurückprallen (sogenannte „Rebound“), teilweise gegen das Fell „gepresst“. Dieser „Presswirbel“ ergibt jedoch meist einen undefinierten Klangteppich. Für einen sauberen Wirbel muss der Schlagzeuger den Rebound ausnutzen, um mit einer Armbewegung zwei Schläge (sogenannte Doppelschläge) zu bekommen.

### Einfacher Grundrhythmus und Begleitung
Beim einfachen Grundrhythmus in der heute gängigsten Taktart, dem 4/4- und 8/8-Takt, begleitet man,
- indem die 'Führungshand' (bei Rechtshändern: rechts) gleichmäßig acht Beats (Zählzeiten) auf dem (Ride-)Becken (oder Hihatbecken) schlägt oder verklanglicht,
- der 'Führungsfuß' (bei 'Rechtsfüßern': rechts) betont den ersten Beat auf der (tiefen, dunklen) Bassdrum mit,
- dann den dritten Beat (Backbeat) die 'Nichtführungshand' (bei Rechtshändern: links) auf der Snare (hoch, hell) und zugleich der 'Nichtführungsfuß' (...: links) durch pedalgetretenes Hihatbecken-Schließen oder -'Chick',
- dann den fünften Beat wieder der Führungsfuß auf Bassdrum,
- dann den siebenten Beat (erneut Backbeat) wieder die Nichtführungshand auf der Snare und zugleich der Nichtführungsfuß durch pedalgetretenes Hihatbecken-Schließen oder -'Chick'.

Das war der erste Takt, und die anschließenden Takte folgen genauso. Den einfachen Grundrhythmus und das Entwickeln daraus von komplexen Grooves erklärt unter anderem vorbildlich: Elvin Jones (d), Different Drummer, Video, ca. 1979.

### Tragender Rhythmus
Die Kunst des Schlagzeugspielens in einer Band ist das Erzeugen eines Rhythmus, der die Band trägt und gemeinsam mit den anderen Instrumenten der Rhythmusgruppe (besonders Bass, Percussion, Keyboard bzw. Klavier, Gitarre u. a.) den tragenden Groove ergibt. Dazu setzt der Schlagzeuger in der Regel einen durchlaufenden Rhythmus ein, bei dem die unterschiedlichen Klangkörper sich ergänzend eingesetzt werden. Ausgangsbasis ist in der Regel der einfache Grundrhythmus (siehe oben). Dessen Kern ist der gleichmäßig geschlagene Dunkel-Hell- bzw. Tief-Hoch-Wechsel zwischen erst der Bassdrum (dunkel, tief: Schlag oder beat) und dann der Snare (hell, hoch: Gegenschlag oder backbeat), in den davon abgeleiteten Grooves aber meist bis zur Unkenntlichkeit variiert. In sehr freien Stilen, zum Beispiel im Free Jazz oder in Noise-Stilen, wird mit dem Grundprinzip des einfachen Grundrhythmus hingegen dauerhaft gebrochen. Oder als Ausnahme erklang im Reggae der 1970er der einfache Grundrhythmus quasi umgekehrt: der Backbeat mit Bassdrum.

### Form, Tempo und Taktart
Zum Erzeugen eines tragenden Rhythmus gehört, dass der Schlagzeuger das Tempo gleichmäßig hält und die jeweilige Taktart sowie die Form beherrscht. Häufigste popularmusikalische Form ist das Lied (der Song). Dieses bzw. dieser besteht aus der geschickten Aneinanderreihung (Arrangement) der zwei Grundformen: Blues-Form (zwei 12-taktige Strophen, je mit Tonstufen I-IV-I-V-I oder tief-hoch-tief-hoch-tief), a-a-b-a-Form (vier 8-taktige Strophen, Tonstufen je Strophe a = I-IV-V-I oder tief-hoch-hoch-tief, Tonstufen von Bridge b = IV-I-IV-V oder hoch-tief-hoch-hoch) oder von beiden Grundbausteinen abgeleitete Formbausteine. Ein derartiger Baustein oder Durchlauf wird auch Chorus genannt (im Unterschied zu Chorus als Solo usw.). Formbezogene Aufgabe des Schlagzeugers ist hierbei z. B. jeder Strophe insgesamt ein passendes raumfüllendes Hintergrundrauschen oder -'chick' durch besonders Becken- oder Hihatspiel, mit Besen gespielter Snare usw. zu geben und dadurch die Gliederung eines Stückes vorzugeben oder anzudeuten; jeden Strophenanfang sowie damit zumeist den Einsatz eines anderen Musikers (Gesangspart, Gitarrensolo usw.) vorzubereiten, mit Hilfe der Ab-/Zunahme der Dynamik des Schlagzeugspiels, von Einwürfen, 'Turn arounds', Wirbeln usw. die Schwerpunkte zu betonen; Breaks oder, umfassender, ein Schlagzeugsolo zu trommeln. Basierend auf der Hoch-Tief/Hell-Dunkel-Wiedergabe der Tonstufen einer Strophe, dem Hoch-Tief/Hell-Dunkel-Umspielen einer Melodie usw., lassen sich Schlagzeugsoli aufbauen; siehe/höre z. B. Thelonious Monk (p), „Blue Monk“, verschiedene Aufnahmen, End-1950er, Drum-Soli. Auch andere Melodie-, Akkord- oder Tonstufenschemata können so nachvollzogen werden. Jedoch behalten dabei die Trommeln ihren Charakter als Geräuschinstrumente. Das heißt, ihnen ist kein bestimmter Ton zugeordnet, sondern sie behalten ihren unspezifischen Klangcharakter, eben Hoch-Tief- bzw. Hell-Dunkel-Abstufungen.

### Wirbel und Rudiments
Möchte man beispielsweise am Ende einer zwölftaktigen Strophe ein Fill in, Roll oder Wirbel einfügen, wechselt die Führungshand im 12. Takt auf die Snare mit den gleichmäßigen 8 Beats. Und genau dazwischen schlägt die Nichtführungshand auf der Snare die 16tel (beide Hände schlagen also abwechselnd und gleichmäßig), während zugleich beide Füße wie vorher weiterspielen. Diesen Wirbel (roll) aus 16 gleichmäßigen Schlägen erreichen beide Hände abwechselnd mit je acht einzelnen Schlägen, aber auch mit je vier Doppelschlägen oder mit Kombinationen aus Einzel- und Doppelschlägen (Paradiddle). Zum Beispiel ist folgende Kombination möglich: Doppelschlag rechts, Doppelschlag links, Einzelschlag rechts, Einzelschlag links, Einzelschlag rechts, Einzelschlag links, Wiederholung des Ganzen. Etwa 25 grundlegende Wirbelarten sind als Rudiments international vereinheitlicht.

### Doppelbassdrumspiel
Bei Doppelbassdrumspiel spielen beide Füße das, was zuvor die Hände bei Wirbeln spielten, während die Rechte die Beats (Becken/Hi-Hat) und die Linke die Backbeats (Snare) gleichmäßig durchschlagen. Durch Verdoppeln, Verschieben oder Weglassen eines Einzel- oder Doppelschlages auf Snare, aber auch gerade Bassdrum sowie nicht nur beim Wirbel, sondern vor allem auch beim Begleiten, wobei hier die regelmäßigen Beats der Führungshand auf Becken/Hi-Hat ununterbrochen weiterlaufen, entstehen aus dem einfachen Grundrhythmus verschiedenste Schlagfiguren und besonders bei Begleitungen die verschiedenen Stile. Die Wirbel (per Hand) sind in allen Stilen hingegen nahezu gleich. Entsprechend verfährt man in anderen Taktarten, in langsamem und schnellem Tempo, im Ternären und im freien Spiel, doch darauf kann hier nicht mehr eingegangen werden.
Weil es so wichtig ist, wird hier dennoch eine dem obigen einfachen Grundrhythmus entsprechende Doppel-Bassdrum-Figur dargestellt. Aus dieser Figur heraus entwickelte sich das Doppelbassdrumspiel auch geschichtlich, man kann sie fast überall anwenden, auch etwa im Wechsel mit obigem einfachen Grundrhythmus. Man kann sie, wenn man dann „gut drauf ist“, selbst z. B. sogar in Richtung zum gerade genannten Paradiddle weiterentwickeln, eben so wie die Hände Wirbel spielen.
- Der 'Führungfuß' (bei 'Rechtsfüßern': rechts) schlägt gleichmäßig die obengenannten 8 Beats (Zählzeiten) auf rechter Bassdrum (oder rechtem oder Haupt-Pedal der Doppelfußmaschine),
- der 'Nichtführungsfuß' (bei 'Rechtsfüßern': links) schlägt genau dazwischen, nämlich 8 Sechzehntel auf linker Bassdrum (oder linkem oder Neben-Pedal der Doppelfußmaschine). Beide Füße schlagen abwechselnd und gleichmäßig.
- Die Führungshand (bei Rechtshändern: rechts) schlägt zugleich 1., 3., 5. und 7. Beat der rechten Bassdrum (des Führungsfußes) mit, und zwar auf Becken (probiere auch Beckenmitte oder -'glocke') oder Hi-Hat, nämlich auf deren oberes Becken, das entweder offen oder runter gelassen auf unteres Hihatbecken (geschlossen) oder 'halboffen' (je nachdem, was einem gefällt) ist.
- Die 'Nichtführungshand' (bei Rechtshändern: links) schlägt zugleich (betont) auf der Snare die Backbeats mit, nämlich den dritten und den siebenten Beat.

Das war der erste Takt, und die anschließenden Takte folgen genauso. Die Führungshand (bei Rechtshändern: rechts) spielt dabei bestimmte Schläge der beiden Bassdrums nicht mit, wodurch eine der Hürden im Erlernen des Schlagzeugspiels genommen wird, genauer der Verbesserung der Hand-Fuß-Koordination: Man lernt, Bassdrumschläge 'dazwischen' zu spielen, ohne dass die Hand sie mitmacht! Wenn ich doch die Schläge der rechten Bassdrum mit der Führungshand mitspiele, lerne ich dabei immer noch, die Schläge der linken Bassdrum nicht mit dieser Hand mitzuschlagen. Das könnte ich auch kaum, da das viel zu viele bzw. viel zu schnelle Schläge wären. Insbesondere durch Weglassen einzelner oder mehrerer der obigen durchgehenden Doppelbassdrumschläge kann man sich etliche Figuren selbst entwickeln.

### Weitere Taktarten und das Metrum-in-Metrum-Spiel
Statt eines '8er Schlages' (8/8) bieten sich weitere gängige Taktarten, zum Beispiel: '4er Schlag' (4/4), '12er Schlag' (12/8); '3er Schlag' (3/4), '6er-Schlag' ('halber 12er' oder 6/8), '5er Schlag' (5/4), '7er Schlag' (7/4) usw. Beim 3/4, 6/8, 5/4, 7/4 usw., fängt beim einfachen Grundrhythmus und hier vermeintlich zweiten Bassdrumschlag im Gegensatz zu 8/8, 4/4 und 12/8 tatsächlich der neue Takt schon wieder an. Das heißt, in diesen Taktarten hat eine Einheit oder ein Takt nur einen einzigen grundsätzlichen Bassdrumschlag, nämlich den, der den 1. Beat der Führungshand auf Becken betont: eine der in diesem Fall historisch bedingten Hürden im Schlagzeugspiel. Die Backbeats (auf Snare/Hi-Hat) liegen beim: 4er auf 2 und 4, 12er auf 4 und 10; 3er auf 2 und/oder 3, 6er auf 4, 5er auf zumeist 4, 7er zumeist auf 5 usw.
Beispielsweise „Not Fade Away“, ein Hit von The Rolling Stones, Anfang 1964, in einem relativ schnellen 4/4-Takt, lag eine Akzentfigur zugrunde, die wie Clave Beat oder bossa-nova-ähnlich klingt und die, würde sie nicht auf zwei Takte oder gerade Taktanzahl 'zurechtgestutzt', ununterbrochen eigentlich über drei Takte im Vierviertel läuft. Mit dieser Dreitaktigkeit kann das Regelmäßige – das Vier-, Acht- oder Zweitaktige, kurz: das Symmetrische –, wirkt es zu starr, überwunden werden, ohne die geradtaktige Grundlage zu verlassen. Das Ganze nennt sich Metrum-in-Metrum-Spiel (turn arounds) und kommt u. a. komplex vor bei Elvin Jones (d, Modernjazz; McCoy Tyner, The Real McCoy, LP, Mitte d. 1980er Jahre, side 1, „Passion Dance“) oder im Salsa, wo die Bassdrum gespielt wird, als ob man eine 'dritte Hand' benutzt, oder bei Jack DeJohnette (d, Neobop, Rockjazz; Jack DeJohnette..., The Art of Modern Jazz Drumming).

### Beats oder Zählzeiten
Die Beats oder Zählzeiten, bei Begleitungen auf Ride-, Hi-Hat-Becken und gelegentlich Standtom, anderen Trommeln oder Kuhglocke, schlägt der Schlagzeuger meist durch, markiert und verklanglicht sie derart für die Band. Beats oder Zählzeiten sind latent vorhanden, das heißt, je abstrakter die Musik ist, z. B. im Modern Jazz oder während eines Schlagzeug- oder anderen Soli oder in Pausen, desto mehr 'ticken' die Beats oder Zählzeiten wie eine gemeinsame 'innere Uhr' in allen miteinander spielenden Musikern. Dadurch kommen diese nicht aus dem Takt. Die Beats oder Zählzeiten werden binär (gleichmäßig, latin-artig, rockig) oder ternär ('punktiert', triolisch, shuffle-mäßig: blues-rockiger 12/8, 'swingender' – etwas ungenau – Jazz, viele Reggae- und etliche Rap- und Hip-Hop-Stücke) empfunden und gespielt.

### Schema der in der populären Musik gängigen Taktarten
Taktart (measure) (1): 4/4 - 8/8 - 6/8 - 3/4 - 5/4 - 7/4 -.. . frei:
- schnell (fast, up tempo),1/4 oder 1/8 > 200 bpm, binär (binary) (2)
- mittel (medium), 1/4 oder 1/8 = ca. 140, ternär (ternary) (3)
- langsam (slow), 1/4 oder 1/8 < 100, binär (binary)

(1) englische Bezeichnung (in Klammern). Zwischenstufen, z. B.: medium-up (Bebop,.. .), medium-slow (Ballade,.. .) etc. - (2) binär (binary) = gleichmäßig, 'straight' (Rock, Latin, Funk, Soul, Rap,.. .). - (3) ternär (ternary) = punktiert, triolisch, 'shuffle-mäßig', 'swingend' (Jazz, Blues, Boogie, Reggae, Märsche,.. .)

### Schlagzeugsolo
Durch ein Schlagzeugsolo möchte der Schlagzeuger sein musikalisches und technisches Können am Schlagzeug unter Beweis stellen oder bei einem Konzert das Publikum „anheizen“. Es kann entweder während eines Songs im Soloteil oder als eigenes Stück gespielt werden. Bei ersterem hat es meist eine feste Länge und definiert sich nur durch die angewandten Rhythmen und Patterns. Bei letzterem hat der Schlagzeuger mehr Freiraum zum Experimentieren und kann das Solo beliebig lang fortsetzen.
Gerade im Bereich des Heavy-Metals kommt es bei Konzerten häufig zu Schlagzeugsoli zwischen den einzelnen Musikstücken. Nicht selten verlassen hierbei die Mitmusiker die Bühne. So kann ein solches Solo bis zu einer halben Stunde dauern. Häufig wird das Publikum miteinbezogen; der Drummer spielt, pausiert und das Publikum quittiert dies meist mit Jubeln und Applaus. Der Drummer setzt hierbei sein Spiel fort, pausiert wieder und verkürzt die Pausen jedes Mal etwas mehr, so dass zum Ende Drummer und Publikum gleichzeitig spielen bzw. applaudieren.
Im Beispiel von Felix Bohnke, dem Drummer der deutschen Power-Metal-Gruppe „Edguy“ finden sich sogar Elemente aus dem Film-Genre wieder; so spielt er während seines Solos zu der Anfangsmelodie von „Star Wars“.
Je nach Stilrichtung unterscheiden sich die Soli der Künstler sehr. Allerdings zeichnet sich ein gelungenes Schlagzeugsolo durch das möglichst exakte und oft schnelle Spiel von teilweise sehr komplizierten Rhythmen aus, was oft als Visitenkarte für das Können und Talent des Drummers gesehen wird.
Im traditionellen Jazz zeichnet sich ein gutes Schlagzeugsolo vor allem durch seine Stimmigkeit in sich und den Bezug zum gespielten Stück aus. Besonders im New Orleans Jazz erinnert das Solo oft an die Melodie des Stückes.
Meist verhelfen Kenntnisse von Rudiments zu einer vielseitigen Darbietung, da z. B. der Doppelschlag bei Wirbeln und schnellen Rhythmen hilfreich ist.
Eine besondere Form des Schlagzeugsolos ist die als Einzelauftritt durchgeführte Darbietung eines Schlagzeugers, d. h. ohne Begleitmusiker. Vielfach finden solche Auftritte auf der Straße statt, auch mit improvisierten Instrumenten aus Eimern, Plastikfässern usw. Das reine Spiel auf den Klangkörpern kann dabei (wie auch beim „normalen“ Schlagzeugspiel) durch artistischen Umgang mit den Stöcken aufgelockert werden.
Eines der ersten Schlagzeugsoli innerhalb eines veröffentlichten Stücks war jenes von In-A-Gadda-Da-Vida. Dies war 1968 bemerkenswert, da bis zu diesem Zeitpunkt Schlagzeugsoli im Rock nur eine sehr untergeordnete Rolle spielten. Ein vergleichbares über vier Minuten andauerndes Schlagzeugsolo findet sich in Manowars Monumentalstück Achilles, Agony and Ecstasy in Eight Parts.

## Geschichte

### 18. bis Anfang 20. Jahrhundert
Schon im 18. Jahrhundert übernahmen europäische Orchester aus der türkischen Militärmusik den sogenannten Bassdrum-Cymbal-Effekt, indem man zugleich die Bassdrum mit einem dann oben aufmontierten Beckenpaar schlug, das Vorläufer der späteren Hi-Hat wird. Dieser wirkungsvolle Effekt findet nicht nur Anwendung in klassischer oder E-Musik, Marschmusik, Traditionellem und Modern Jazz, sondern ist geradezu wesentlich für Schlagzeugspiel in Rock- und Popularmusik geworden. Während frühere Marching-Bands die einzelnen Schlaginstrumente auf mehrere Spieler verteilt hatten, wie es noch heute bei Marschmusik-Orchestern ist, hatten Anfang des 20. Jahrhunderts die ersten Jazzbands nur noch einen Schlagzeuger. Der vereinte die wichtigsten Schlaginstrumente auf sich und spielte diese neuartig als einheitliches Instrument, dem Schlagzeug. Der amerikanische Schlagzeuger Sanford A. Moeller fasst deren Spieltechniken in seiner Moeller-Technik zusammen.

### Ab 20. Jahrhundert

#### Allgemeines
Bis ungefähr zu den 1950er Jahren beeinflusste der Jazz das Schlagzeug entscheidend. Ab den Sechzigern wurde der Einfluss der Rockmusik auf das Schlagzeug bestimmend. Ab den 1980er Jahren gewann zunehmend Elektronik wie Drumcomputer und E-Drums gegenüber dem herkömmlichen – ‚akustischen‘ – Schlagzeug an Bedeutung. Um 1990 erreichte elektronisches Schlagzeugspiel im nahezu ganz digital produzierten Techno, der die Popularmusik im Sturm eroberte, Massenwirksamkeit. Daneben besteht das akustische Drumset trotzdem weiter. Und in einer Art Gegenbewegung bezieht Weltmusik – ‚globale Dorfmusik‘ – akustische Schlaginstrumente aus aller Herren Länder gerade heute, in Zeiten des Internets und der Globalisierung, mit ein.

#### Traditioneller Jazz und Swing-Stil (1917 bis 1940)
1917 gilt als Startpunkt der akustisch dokumentierten Jazzgeschichte, da in diesem Jahr die Original Dixieland Jazz Band die erste Tonaufnahme dieses neuen Stils einspielte. Die Zeit bis zum Ende der eigentlichen Swing-Ära (um 1940) stellt eine in der Musikgeschichte bisher einmalige Epoche dar, insoweit wir das Entstehen eines damals völlig neuen, heutzutage außerordentlich weitverbreiteten Instruments und der dazugehörigen Spielweisen anhand einiger zehntausend Platten sehr genau dokumentieren können. Im Gegensatz zu allen anderen im Jazz gängigen Instrumenten kannte nämlich das Drumset keine direkten Vorläufer in der europäischen und afrikanischen Musik.
Die herkömmliche Unterteilung dieser Epoche in die beiden großen Substile des älteren Jazz (Traditional Jazz und Swing) ist dabei zur Beschreibung der Entwicklung des Schlagzeugspiels nur begrenzt tauglich. Auch vollzog sich, wie Gunther Schuller nachgewiesen hat, der Übergang vom älteren, marschmäßigen 2/2-Takt (sog. „Two Beat“-Feel) zum moderneren „Walking“, also 4/4-bezogenen Stil eher graduell und weit weniger bruchartig, als dies ältere Jazzhistoriker (Panassié, Berendt u. a.) angenommen hatten.
Etwas vereinfachend gesagt, sind die ersten zweieinhalb Jahrzehnte des Jazz-Drumming geprägt von vier Haupttendenzen:
- die Entwicklung des Instruments als solchem: erst Ende der 1930er Jahre hatte sich eine gewisse einheitliche Vorstellung durchgesetzt, welche Instrumente ein Jazz-Set in etwa einbeziehen sollte (wobei die Variationsbreite, wie erwähnt, bis auf den heutigen Tag sehr groß ist). Zugunsten der schließlich als essentiell angesehenen Bass/Snare/Tom-Tom-Kombination mit Hi-Hat und Becken wurde auf einige vorher wichtige Effektinstrumente (Woodblocks, Kuhglocken) eher verzichtet.
- die Entwicklung von Spieltechniken zur Begleitung der improvisatorischen Musizierauffassung kleinerer Bands (Combos). Wichtige Stilisten in diesem Umfeld sind die Drummer aus Louis Armstrongs Umfeld, hauptsächlich Baby Dodds, Zutty Singleton und Paul Barbarin, später auch Sid Catlett.
- Letzterer hatte auch Teil an der Entwicklung des Big-Band-Drummings, das seinen Hauptakzent auf eine orchestrale Spielweise legte, die die Arrangements der den Jazz der 1930er Jahre dominierenden großen Ensembles trug und unterstützte. Dieser Zweig des Schlagzeugspiels nahm seinen Anfang bei Kaiser Marshall, dem Drummer des Fletcher-Henderson-Orchesters, und brachte die bedeutenden Big-Band-Schlagzeuger hervor, darunter Cozy Cole (bei Cab Calloway), Jo Jones (bei Count Basie) und den Bandleader Chick Webb.
- Schließlich emanzipierte sich während der Swing-Ära das Schlagzeug auch als Solo-Instrument. Obwohl jeder der vorgenannten (schwarzen) Drummer solistische Ideen entwickelte (insbesondere Webb ist hier hervorzuheben), war doch der beim breiten (weißen) Publikum mit Abstand populärste Solist Benny Goodmans Drummer Gene Krupa.

Die gerade in Europa verbreitete Auffassung von der quasi naturgegebenen rhythmischen Kompetenz schwarzer Musiker und etliche in der Jazzliteratur perpetuierte Mythen verstellen vielfach den Blick auf einige musikalische Tatsachen grundlegenden Charakters, wie sie uns die Evidenz der umfangreich überlieferten Tonaufnahmen darbietet:
- Das rhythmische Konzept des Groove und im Speziellen das des Swing existierte zu Beginn des Jazz nur in embryonalster Form. Beides entstand erst im Laufe etwa eines Jahrzehnts und fand dann graduell seine schlagzeuggemäße Ausformung. Auch die schwarzen Musiker mussten „das Swingen erst lernen“. Der Vorreiter in dieser Hinsicht war kein Drummer, sondern der Trompeter Louis Armstrong, der z. B. in den berühmten Hot-Five- und Hot Seven-Studioaufnahmen weit mehr rhythmische Konsistenz an den Tag legt als irgendeiner seiner Mitmusiker.
- Im Speziellen etablierten zuerst Bläser wie Armstrong und Coleman Hawkins das asymmetrische Element des Swing-Feels und die triolische Phrasierung. Die heute ganz selbstverständlich wirkende Betonung der leichten Zählzeiten „2“ und „4“ (Backbeat) und der die Viertelnoten triolisch aus- und umspielende Rhythmus des Ride-Beckens waren erst Ende der 1930er Jahre als feststehendes rhythmisches Muster etabliert.

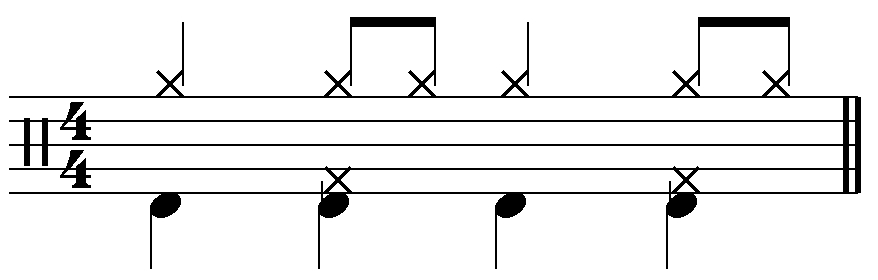
Rhythmisches Grundmuster der Swing-Begleitung

- Die Überlieferung, bei Studioaufnahmen sei auf die Bass Drum verzichtet worden, damit die Nadel nicht aus der Matrize springe, lässt sich anhand zahlloser Aufnahmen als Mythos widerlegen. Vermutlich gab es diese Restriktion in Einzelfällen, was erklären würde, warum Anekdoten dieser Art den Veteranen des frühen Jazz in ihren viel später aufgezeichneten Erinnerungen erwähnenswert schienen; um eine gängige Praxis handelte es sich keinesfalls.

Als die Tuba als Bassinstrument im Jazz durch den Kontrabass abgelöst wurde, verlor die Musik ein Hauptelement ihres marschähnlichen Klangs. Der Kontrabass ist darüber hinaus wesentlich leiser als eine Tuba, eignet sich aber besser zur Realisierung der damals als sehr modern empfundenen 4/4-Walking-Bass-Linien.
Der musikalische Trend ging also ohnehin zu einer leisen, eleganteren, weniger „plattfüßigen“ Bass Drum. Die Rhythmusgruppen der Epoche lernten auch schnell, dass die (bei entsprechend diskreter Lautstärke gespielten) durchgehenden Viertel auf der Bass Drum (four on the floor) die Sonorität des Kontrabasses enorm unterstützen konnten, was in diesen Zeiten vor Aufkommen der elektrischen Verstärkung von ausgesprochener Bedeutung war, um einen soliden, tanzbaren Rhythmus zu erzeugen.
Gerade am Beispiel des vielgerühmten Gene Krupa zeigt sich, wie komplex diese Aufgabe ist. Erhellend ist der Vergleich zwischen Krupa und Jo Jones bei Benny Goodmans Carnegie-Hall-Konzert von 1938. Krupa neigte immer dazu, durch zu laut gespielte Bass-Drum-Viertel (und Tom-Tom-Akzente) den Bass zu „ersäufen“, was der Goodman-Band einen recht „kopflastigen“, schlecht „geerdeten“ Ensembleklang verlieh. Dagegen präsentiert die Basie-Rhythmusgruppe (mit Jones am Schlagzeug, Walter Page am Bass, Freddie Greene an der Gitarre und Basie am Piano) einen wesentlich ausgewogeneren, durchsichtigeren, aber auch rhythmisch vorantreibenderen Sound.
In der hier kritisch hinterfragten Lehrbuchmeinung der Zeit 1917–40 gliedert sich bisher der Jazz, der hauptsächlich zur Entwicklung des Schlagzeugs führte, in: Jazzvorformen (bis ca. 1910, besonders Ragtime); Traditional Jazz, das sind New-Orleans-Stil (ca. 1910–20), Dixieland- und Chicago-Stil (ca. 1920–30) sowie Swing- oder Big-Band-Stil (ca. 1930–40).

#### Modern- und Freejazz, Dixieland-Revival, Rhythm and Blues, Rock ’n’ Roll (1940 bis 1960)
Der durchdringend rhythmische und dadurch besonders gut tanzbare Big-Band-Jazz des Swing wandelte sich um 1940 zu eher Zuhör-Jazz der kleineren Combos, zum Stil des Bebop als erstem der Stile der nun beginnenden Modernjazz-Ära (Bebop, Cool Jazz, Hard Bop, Modal). Modernjazz-Schlagzeuger wie Kenny Clarke zeichnen sich durch abstrakteres Schlagzeugspiel aus. Snare oder Bassdrum begleiten nicht mehr durchgehend, sondern kombinierte Snare-Bassdrum-Einwürfe kommentieren die Improvisationen der anderen Musiker und verschieben die Betonungen auf genau zwischen die sonst üblichen rhythmischen Schwerpunkte. Den Beat markieren anfangs noch durchgehend Becken oder Hi-Hat, beide gehen aber in aufgelöstes Spiel bis zu Elvin Jones und den sechziger Jahren über. Regelmäßige Beats ‚ticken‘ als gemeinsame Orientierung dann nur noch wie eine ‚innere Uhr‘ in jedem Musiker einer Jazzcombo. Um 1960 dann löst sich jedwede Ordnung in den völlig freien Spielweisen des entstehenden Freejazz′ auf.
Trotzdem stellen sich im Freejazz bestimmte Vorgehensweisen heraus, z. B.: Vermeidung all dessen, was Klang, Wohlklang oder Musik bisher überhaupt ausmacht, also Dominanz des Geräuschhaften und Dissonanz (‚europäische Richtung‘); spontanes Einbeziehen der jeweiligen Umgebung, etwa des Bühnenbodens oder der Bestuhlung im Saal und all dessen, was nicht Instrument im traditionellen Sinn ist, aber mit bestimmtem Geräusch etwas Bestimmtes ausdrückt (Han Bennink, d u. a.); zunehmende Dichte zur ‚Mitte‘ hin und wieder Dichteabnahme auf dem Weg zum ‚Schluss‘, wobei dies spontan von allen Beteiligten geschieht oder zu geschehen hat; Hörbarmachung sonst Nichthörbaren (‚Unerhörtes‘), so der Bewegung einer ‚Stecknadel im Heuhaufen‘ mit Hilfe elektronischer Verstärkung (Tony Oxley, d u. a.). Solche Grundsätze konsequent und spontan zu mehreren durchzuhalten und durchzuspielen, verlangt höchstes musikalisches Können, auch wenn die Verführung, Nichtkönnen mit sogenanntem freien Spiel zu verdecken, recht groß ist. Als ein vielseitiger Freejazz-Meister gilt international der deutsche Schlagzeuger Günter Sommer.
Zwar gilt der Modernjazz wegen seiner ‚Gebundenheit‘ (im Gegensatz zum Freejazz) und hier dem Erreichen höchstmöglicher Abstraktheit quasi als Kopf all populärer Musik, wobei diese dann folglich als ‚Bauch‘ zu bezeichnen nicht Abwertung ist. Vielmehr wird es das Wechselverhältnis zwischen ‚Bauch und Kopf‘ sein, populäre Musik hätte wichtige Einflüsse ohne ihre Sparte Modernjazz nie erfahren und umgekehrt. So gehört seit Dave Brubecks (p) Hit „Take Five“ (Joe Morello, d) nicht nur dessen 5/4-Takt und ungerade Taktarten wie der 3/4 neben dem 4/4 zum Standardniveau im Jazzschlagzeugspiel, sondern im Schlagzeugspiel überhaupt.

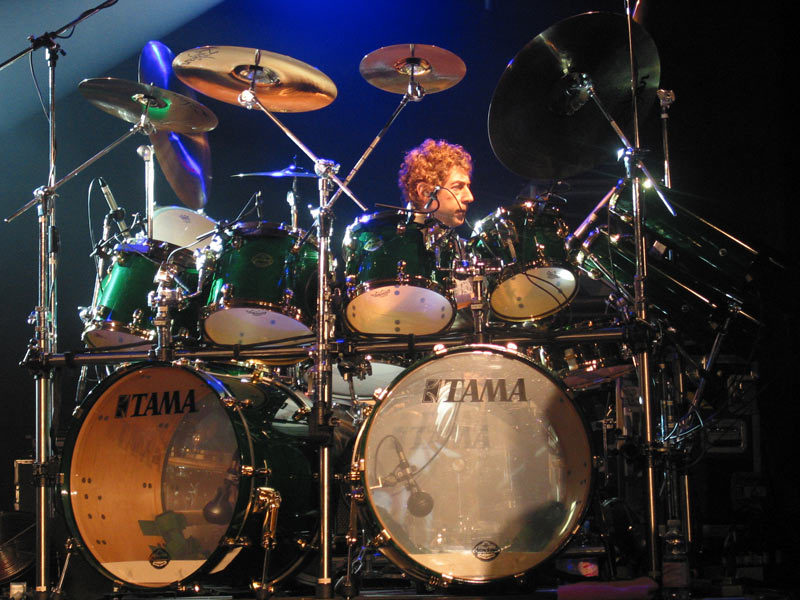
Simon Phillips (Toto) hinter seinem Schlagzeug mit zwei Bass Drums

Der Modernjazz hat zwar einzelne populäre Erfolge (z. B.: „Lullaby Of Birdland“, George Shearing, p, 1952, oder „Take Five“, Dave Brubeck, p, 1959) und enormen Einfluss auf das Schlagzeug insgesamt zwischen etwa 1940–60 (z. B. in dem Rock-’n’-Roll-Hit: „Rock Around The Clock“, Bill Haley, voc, g, 1954). Doch von Anfang an gilt Modernjazz zeitweise sogar als elitär und löst Gegenbewegungen aus, so die Rückkehr zu Traditionellem Jazz, den Dixieland-Revivals, und Weiterentwicklungen des Swing-Stils besonders hin zum Rhythm and Blues und dann Rock ’n’ Roll der 1950er Jahre. Im Gegensatz zur einfach durchschlagenden Swing-Bassdrum und zur Vielzahl kommentierender Snare-Bassdrum-Einwürfe des Modernjazz entwickeln sich im Rhythm and Blues und Rock ’n’ Roll kompakte Schlagfiguren mit Hilfe nun beweglicher gespielter Bassdrum: Verschiedene Bassdrum-Doppelschläge im Wechselspiel mit dem regelmäßigen Snare-Backbeat ergeben sogenannte ostinate (regelmäßig wiederkehrende) Schlagfiguren. Ein Beispiel hierfür ist „Roll Over Beethoven“ von Chuck Berry (voc, g), 1957. Auf Becken und besonders nun geschlossener Hi-Hat werden auch wieder die Beats oder Zählzeiten deutlich bis trocken-schwer durchgeschlagen.

#### Rockmusik, Soul, Funk, Jazzrock, Reggae, Neobop (1960 bis 1990)
Ab Ende der 1950er gewinnt der neue Stil der Rockmusik stärker an Kontur. Der vereinzelte Wandel war daran zu bemerken, dass man die Achtel gleichmäßiger (binär) im Gegensatz zu den punktierten Achteln (ternär) des Rock ’n’ Rolls und Modernjazz-Grund-Feelings spielte, das bis dahin vorherrschte. Entscheidend kann hierfür der Einfluss gleichmäßig gespielter Latinstile gewesen sein, so die 'Erfindung' des Chacha um 1956. Zwar findet jener Wechsel zu den Anfängen gleichmäßigerer Rockmusik noch hauptsächlich in den USA statt, dem Weltzentrum populärer Musik bis dahin, so mit Stücken wie „Peter Gunn“ von Duane Eddy (g), 1958, oder „Tallahassee Lassie“ von Freddy Cannon (voc), 1959.
Doch mit Gruppen wie The Shadows und dann vor allem dem internationalen Durchbruch von den Beatles (Ringo Starr, d) in den frühen 1960ern verlagert sich das Zentrum populärer Musik nach Großbritannien. Es entsteht der Beat oder die Beatmusik, mit der die gleichmäßigere Rockmusik-Spielweise sich von Großbritannien aus nun international durchsetzt und überall dominiert. Der Jazz hat damit aufgehört, hauptsächlich das Schlagzeug in seiner Entwicklung zu beeinflussen. Die Beatmusik oder frühe internationale Rockmusik übernimmt die ostinaten Schlagfiguren aus dem Rhythm and Blues und dem Rock ’n’ Roll der 1950er, die schon mit den ersten Rockmusikstücken noch in den USA ansatzweise vom Ternären ins mehr Binäre umgeformt worden waren. Markant mit der Beatmusik wurde dann das intensive Zusammenspiel von E-Bass (-Gitarre) und ostinaten Schlagfiguren, das durch direktere Aufnahmetechniken dann ab The Kinks, The Yardbirds und The Who seinen bis heute bekannten 'satten' Klang erreichte. Das zusammen mit dem metallischen Gitarrensound prägte die typische Besetzung der Beat-Bands und dann der Rock-Bands schlechthin: Leadgitarre, Rhythmusgitarre, Bassgitarre und Schlagzeug, Gesang meist zugleich durch die Gitarristen. Erst später kam das Keyboard hinzu.
In der zweiten Hälfte der 1960er gewannen mit der Soul-Musik die USA ihre popularmusikalische Dominanz ein Stück zurück. Die binäre Spiel- oder Schlagweise begann sich vor allem durch den Soul von James Brown (voc) zu differenzieren und ging gegen Ende der 1960er in den Jazzrock über. Der soulig-rockige 4/4 oder noch 'Proto-8/8' wird langsamer, es lassen sich je Einheit oder Takt quasi mehr Beats, Zählzeiten oder Schläge unterbringen, zur dauernd durchgeschlagenen 8tel-Begleitebene der Beats (auf Hi-Hat oder Becken) lassen sich besser die Schläge 'dazwischen' spielen, d. h. besonders 16tel-Schläge auf der Bassdrum. Das zeigen damals erfolgreiche Soulstücke wie „Hold On I'm Coming“ von Sam & Dave (Al Jackson, Jr., d?), 1966, mit dem ostinate Schlagfiguren aus 16tel Bassdrumschlägen erstmals sehr populär werden. Damit war der 'echte 8/8' (16tel Bassdrumschläge) als erst Soul- und dann aber vor allem typische Rockmusik-Taktart komplett.

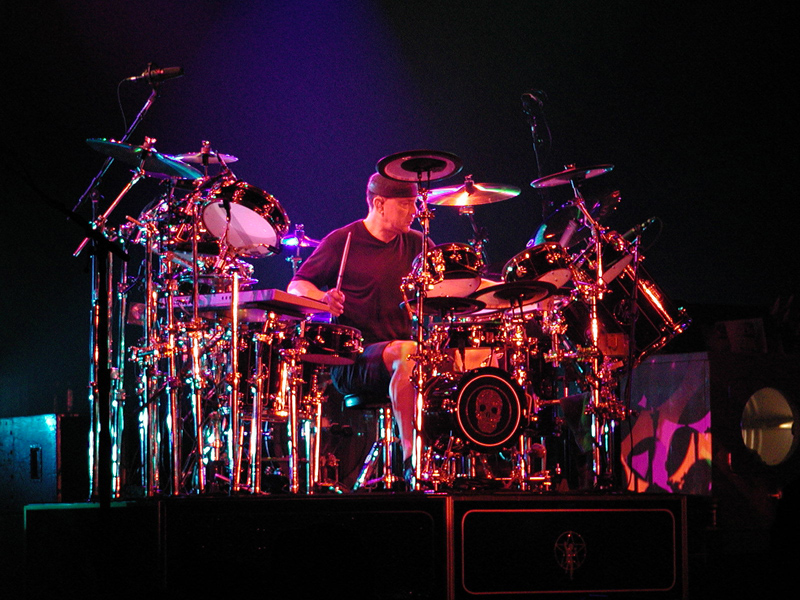
Neil Peart, Schlagzeuger der Progressive-Rock-Band Rush

In den 1970–80ern führten Funk und Rockjazz zu auch langsamerem 8/8 mit durchgeschlagenen 16teln auf Hi-Hat/Becken, z. B. in „Use Me“ und „Ain't No Sunshine“, Bill Withers (voc), 1972–74, sowie „Stratus“, Billy Cobham (d), 1973, und rockjazzig-ostinate Schlagfiguren lösten sich wieder etwas auf in Richtung dynamischer Snare-Bassdum-Einwürfe wie im Modernjazz. Der Reggae der 1970er (Carlton Barrett, d, bei Bob Marley, voc u. a.) trug wieder das ternäre Feeling hinein, und rockig shuffle-mäßiger 8/8 entstand, z. B. mit „Rosanna“, Toto, Jeff Porcaro (d), 1982. Der sich ab den frühen 1980ern herausbildende Rap setzte jene funk-rockjazzige und reggae-beeinflusste Entwicklung besonders fort. Ab Ende der 1970er erlebt der Modernjazz ein Revival (Neobop oder New Bop), so mit The V.S.O.P. Quintet, Tony Williams (d), ca. 1977, und der Chick Corea (p) Acoustic Band, Dave Weckl (d), Ende der 80er. Seit etwa 1970 gewinnen Latin-Spielweisen Einfluss in der Rockmusik vor allem durch Carlos Santana (g). Umgekehrt hält besonders in den 1980ern die Bassdrum in Salsa sowie andere Latin-Stile Einzug und wird dann gespielt, als ob man eine 'dritte Hand' benutzt, so wie es Elvin Jones (d) davor im Modernjazz-Schlagzeugspiel tat und in diesem Zuge die Schwerpunkte zwischen die Beats verschob. In der aber ganzen Bandbreite gleichmäßigerer Spielweisen, binär wie auch wieder ternär als auch latinhaft, bildet die 70er-80er Rockmusik nun mit einem unglaublichen Stilelementevorrat quasi klassische Spielarten heraus (Deep Purple, AC/DC, Motörhead, Jethro Tull, Iron Maiden, Slayer, Judas Priest, Black Sabbath, Uriah Heep, Dream Theater u. a.). Die Schlagzeuge erreichen im Aufbau größte Ausmaße. Doppelbassdrumspiel oder Doppelfußmaschinenspiel gewinnt an Bedeutung (Terry Bozzio). Doppelbassdrum-Pioniere waren bis dahin eher Ausnahmeerscheinungen (Louie Bellson 1940er-50er, Keith Moon, Ginger Baker 1960er).

### Ab 1990

#### New Rock und Doppelbassdrumspiel
In den 1990ern spielt man in der Rockmusik, ausgehend vom Rap und farbigen US-Schlagzeugern (Dennis Chambers u. a.), die das aber dann nicht weiterverfolgen, Doppelbassdrum oder Doppelfußmaschine zunehmend flexibel. D.h. Doppelbassdrum- oder Doppelfußmaschinen-Schläge ertönen nicht mehr nur durchgehend, sondern kunstvoll mit Akzenten sowie Pausen. Auf diesem Weg bildet man neuartig prägnante ostinate Schlagfiguren. Trotz dieses Entwicklungsschubes scheint die Rockmusik in so etwas wie eine zerfaserte Spätphase eingetreten zu sein, da es zunächst aussieht, als ob wie auf einem bunt geflickten Teppich unzählige Rockrichtungen entstanden sind. Doch mit zeitlicher Distanz, nun in der Mitte der 2000er, weicht der bunte Flickenteppich sich klarer abzeichnenden Konturen. Geografisch gesehen sind an der starken Ausbreitung des Doppelbassdrum- bzw. Doppelfußmaschinenspiels, das dadurch zum Standard geworden ist, Bands aus den USA, Lateinamerika und Europa (hier besonders nach wie vor aus Großbritannien, dann Skandinavien, Deutschland, Polen, Frankreich u. a.) beteiligt. Hier und da beginnt man, den Stil oder das Stilbündel vorsichtig mit New Rock zu umschreiben und fasst damit, trotz aller Unterschiede und eben vorsichtig, Bands zusammen wie Tourniquet, Metallica, Limp Bizkit, Deftones, Sepultura, The Pissing Razors, Pantera, Rammstein u. a. Als Doppelbassdrummer tut sich u. a. Eddy Garcia, The Pissing Razors, Texas, hervor, der zugleich sich wohl als Arrangeur und Pianist im Salsa betätigt.

#### 32tel-Bassdrumschläge
Ab Mitte der 1990er finden 32tel-Bassdrum-Schläge Eingang ins Schlagzeugspiel. Das geschieht, da der 8/8-Takt, der in Rock- und „populärer“ Musik seit den 1960er Jahren dominiert, immer langsamer gespielt wird. Entweder wird Doppelbassdrumspiel verwendet, wie es verschiedene US-, lateinamerikanischer und europäische Rockbands machen. Oder es wird Einzelbassdrumspiel verwendet, wie zum Beispiel in verschiedenen neueren Songfassungen von Whitney Houston oder bei anderen, oft farbigen US-Interpreten.
Ein Beispiel für Doppelbassdrumspiel einer US-Rockband ist das Stück „Rise & Oppose“ von Diecast (2004). Ein Beispiel für Einzelbassdrumspiel ist der Song „Oh“ von Ciara, featuring Ludacris (2004). Das sehr langsame 8/8-Tempo findet Ausdruck darin, dass als Beats oder Zählzeiten besonders auf Hi-Hat, aber auch auf die Becken 16tel durchgeschlagen werden (mit 32tel 'Verzierungen'). Der Snare-Backbeat erfolgt auf dem 5. und 13. Beat. Es werden vor allem ostinate Bassdrumfiguren gebildet, welche aus einem Gemisch von 8tel-, 16tel- und auch 32tel-Schlägen auf die Bassdrum kombiniert sind.
Ein anderer Weg ist die Beschränkung der mit der Hand geschlagenen Hi-Hat- oder Becken-Beats auf 8tel. Hier wird der Grundrhythmus beim Doppel-Bassdrum-Spiel durch die Hände gehalten. Dies erzeugt einen besonderen Kontrast zu den energiegeladenen Doppelbassdrum-Figuren, die aus 8tel-/16tel-/32tel-Kombinationen bestehen.
Gerade bei Songs mit 32tel-Einzelbassdrumspiel hört man die Erzeugung per Computer klar heraus sowie stärkeres Einbeziehen global oder weltmusikalisch wirkender perkussiver Effekte und Verfremdungen.
Überlagert werden die langsamen Stücke im 8/8-Takt oft von Double-Time-Spiel, das zusätzlichen Reiz oder unglaubliche Spannung schnelleren Spiels in langsamen Grenzen aufbaut, die man eigentlich nicht verlassen kann und will. Ein Beispiel ist hier „Bills, Bills, Bills“ oder „Say My Name“ von Destiny’s Child (1999). Genauer versteht man unter Double-Time-Spiel, das schon im traditionellen Jazz vorzufinden ist, dass vor allem die Melodieführenden (Gesang, Leadgitarre, Bläser, Keyboard u. a.) doppelt so schnell spielen. Dabei verbleiben besonders jedoch Schlagzeug und Bass, aber auch andere wie Rhythmusgitarre, begleitender Keyboard, begleitende Bläser- oder Streichergruppe im rhythmisch-akkordischen Fundament. Das heißt, die rhythmisch-akkordischen Instrumente halten in diesem Fall den langsamen 8/8-Takt und stützen das darüber doppelt so schnelle Melodiespiel höchstens mit schnellen Einwürfen (Verzierungen). Versuche das Schlagzeug durch doppelt so schnellen Snare-Backbeat völlig mitlaufen zu lassen, brachten allerdings schon früher das ganze Gebäude der Spannung durch Double-Time-Spiel zum Einsturz.
Eine vielseitige 16tel-Bassdrum-Spielweise, aber gänzlich ohne 32tel, ist in „Be Without You“ von Mary J. Blige (2005–06) zu hören.

#### 64tel Bassdrumschläge
Es gibt auch Ansätze durch den Einsatz von zwei Bassdrums 64stel auf der Bassdrum möglich zu machen. Generell ist im Death Metal und verwandten Musikstilen zu beobachten, dass vermehrt extrem schnelle, nähmaschinen-hafte Bassdrumparts gespielt werden. Siehe auch: Doublebass

### Aktuelle Tendenzen (seit 2006)

#### Einzel- und Doppelbassdrumspiel
Gegenüber dem 32tel-Doppelbassdrum-Spiel gewinnt das 32tel-Einzelbassdrumspiel in letzter Zeit an Bedeutung. Das Einzelbassdrumspiel hat gegenüber dem Doppelbassdrumspiel den Vorteil, den einfachen Grundrhythmus (siehe oben) durch Wechselspiel beider Füße (und nicht Hände wie beim Doppelbassdrumming) zu enthalten. Das ist physiologisch einfacher, darauf beruht das Drumset-Spiel traditionsgemäß, und es deckt alle Drumstile ab. So gesehen ist der Aufwand des Beherrschens des Doppelbassdrumspiels, das im Wesentlichen nur im Hard & Heavy oder New Rock, und da noch nicht mal bei allen Stücken, vorkommt, unverhältnismäßig hoch.

#### Verbindung Bassdrum-Snare-Grundrhythmus
Die Hauptentwicklung, in Bezug auf Doppelschläge, nahm das Schlagzeugspiel durch den wechselweisen Bassdrum-Snare-Grundrhythmus, weniger durch „Four-on-the-floor“ (siehe unten). Die aktuelle Entwicklung läuft auf eine Verbindung von „Four-on-the-floor“ mit dem äußerst beweglichen wechselweisen Bassdrum-Snare-Spielweise hinaus.

#### „Four on the floor“
Der einfache Grundrhythmus beruht, außer beim Doppelbassdrumming, auf dem Wechselspiel beider Füße. Macht einer der Füße die Bewegung des anderen mit, bei Rechtsfüßern der rechte Bassdrum-Fuß die linke Hihat-Fußbewegung, dann erklingt die durchgehende Bassdrum. Die einen empfinden durchgehende Bassdrumschläge als energiegeladen, so etwas verkauft sich daher gut. Andere sehen darin ein riesiges Problem, einfallsloses Durchgewummere, Bassdrum-Lastigkeit oder „moderne Marschmusik“ im negativen Sinn. Problematisch beurteilt werden „Krupas laut gespielte Bassdrum-Viertel“ (siehe: 3.2.2 Traditioneller Jazz und Swing-Stil, 1917 bis 1940), die auf Vierteln durchgehende Bassdrum, die, positiv gesehen, ein quasi wuchtiges Markenzeichen der Big Bands in der Swing-Ära, des durchdringend rhythmischen und tanzbaren Big-Band-Jazz des Swing, ist.
Die durchgehende Bassdrum ist eine in der Schlagzeuggeschichte immer wiederkehrende Erscheinung, die man mit „Four-on-the-floor“ benennen kann, obwohl damit im engeren Sinn nur die durchgehenden Bassdrumschläge in der 1970er Disco-Welle bezeichnet wurden. Die Tradition des „Four-on-the-floor“ findet in der Marschmusik ihren Anfang, findet sich im Jazz der Swing-Ära und eine entsprechende Fortsetzung dadurch, dass noch heute bei Big-Band-Schlagzeugstimmen, die im Swing-Feel gespielt werden sollen, alle vier Viertel der Bassdrum notiert werden. Fortgesetzt werden die „Four-on-the-floor“ in manchen Rock-and-Roll-Stücken, zum Beispiel in Jerry Lee Lewis' (voc, p) „High School Confidential“, 1958; dann im frühen Rock- und/oder Twist-Hit „Red River Rock“ von Johnny & the Hurricanes, 1959; weiterhin sogar in teilweise schnellen 1960er Beatstücken wie „My Generation“ von The Who, 1965, mit dem eigentlichen Doppelbassdrummer Keith Moon; weiter mit The Staple Singers, „Respect Yourself“, ca. 1970; der 1970er Disko-Welle und Boney M.; mit Techno um/ab 1990 oder mit aktuellen DJ-Favoriten und Remixen sowie Songs der Band Rammstein.
Die Hauptentwicklung, z. B. in Bezug auf Doppelschläge, nahm das Schlagzeugspiel jedoch tatsächlich durch den wechselweisen Bassdrum-Snare-Grundrhythmus, weniger durch „Four-on-the-floor“. Im Augenblick, 2006, versuchen US-amerikanische Musiker, auch u. a. Justin Timberlake (voc), die auf obengenanntem einfachem Grundrhythmus beruhende äußerst bewegliche wechselweise Bassdrum-Snare-Spielweise mit „Four-on-the-floor“ zu verbinden. Diese Musiker haben damit in durchaus auch positiv zu bewertenden und trendsetzenden Beispielen (Puff Daddy, voc, „Come To Me“; Ne Yo, voc, „So Sick“ sowie „Sexy Love“; u. a.) erhebliche Erfolge, beobachtet man z. B. MTV und andere im Rotationsverfahren dauer-spielende Sender. Damit ist auch ein Roll-back anderer Tendenzen verbunden, woran man wieder sieht, dass und wie stark Marktinteressen und -beherrschung hinter der Durchsetzung von Stilen stecken.
Der einfache Grundrhythmus aufgrund des Wechselspiels beider Füße ist theoretisch sehr genau genommen Zweivierteltakt wegen der zwei Bassdrumschläge je Takt, die 'durchgehende Bassdrum' theoretisch sehr genau genommen aber Viervierteltakt wegen der vier Bassdrumschläge je Takt. Jedoch stehen auch der einfache Grundrhythmus trotz seiner zwei Bassdrumschläge je Takt und die ganzen darauf beruhenden Stilentwicklungen in den Noten zumeist im 4/4. Vor allem fand auf Basis jenes Grundrhythmus und im 4/4 im Wesentlichen die Entwicklung des Schlagzeugs statt: ein Widerspruch leider bis heute antiquierter theoretischer Sichtweise und Lehrmeinung.